# Białe Skały (Sudety)

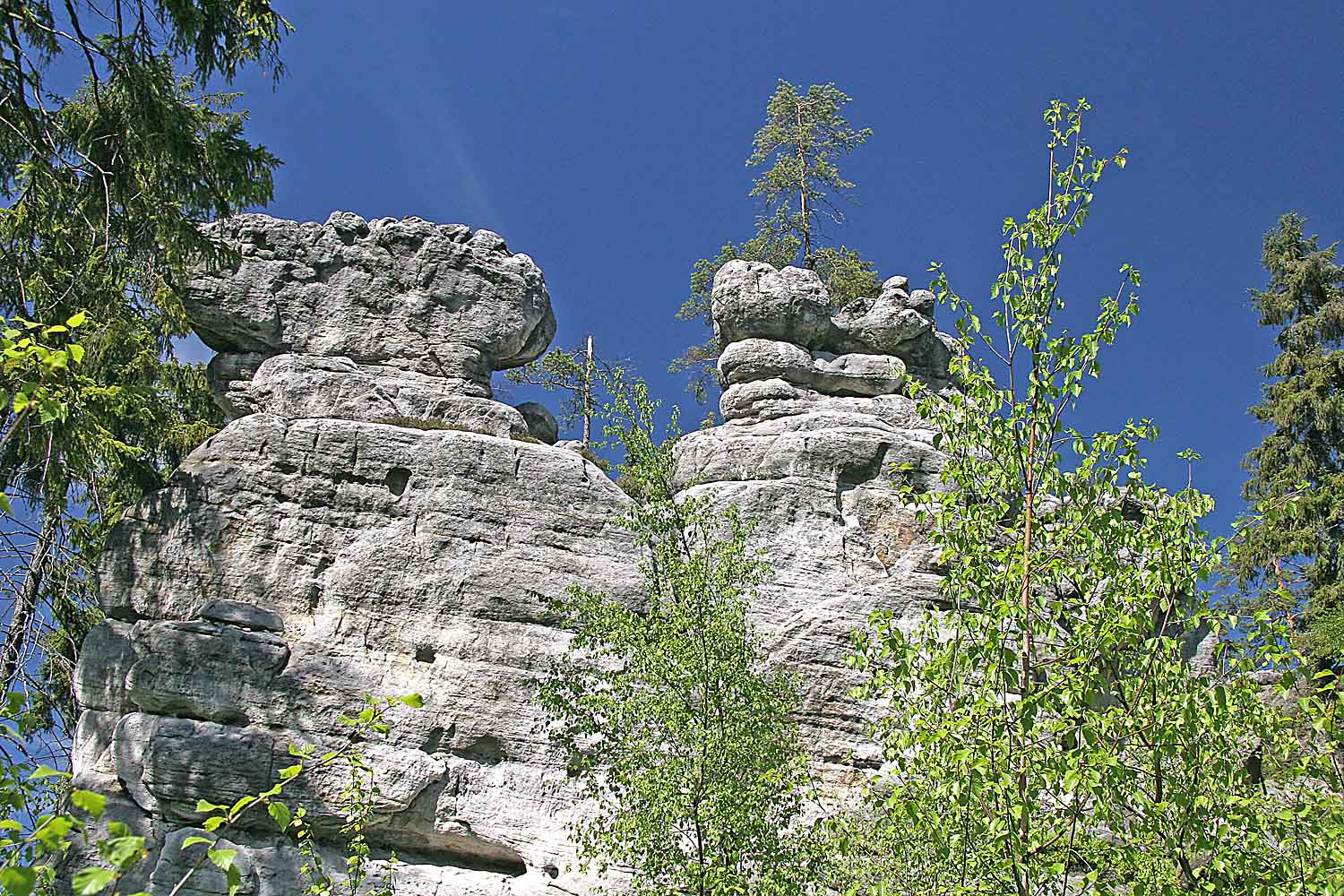
Białe Skały

Białe Skały nazywane również Białym Kamieniem albo Białymi Ścianami, niem. Weiße Felsen  – grupa skał (ok. 800 m n.p.m.) w Górach Stołowych w Sudetach Środkowych w południowo-zachodniej Polsce.

## Położenie
Białe Skały położone są na południowy wschód od Karłowa na wysokości ok. 780–800 m n.p.m. na północnej i północno-wschodniej krawędzi stoliwa Narożnika w pobliżu Lisiej Przełęczy ok. 800 m od Drogi Stu Zakrętów.

## Opis
Białe Skały nazywane również Białym Kamieniem albo Białymi Ścianami to zgrupowanie okazałych, widokowych skał piaskowcowych o białawym zabarwieniu, które wznoszą się z poziomu 780–800 m n.p.m., osiągając wysokość od do 20 do 30 m. Przedstawiają formy skalne utworzone z porozcinanego głębokimi szczelinami i jarami stoliwa. Wyodrębnione w ten sposób skały, tworzą zbocza ciągnące się na przestrzeni ok. 1 km, które swym kształtem przypominają wolnostojące baszty, mury lub skalne wieżyce. Wysokość skał wynosi od 20 do 30 m. Część z nich posiada dość oryginalne nazwy: Zielony Król, As Atu, Bubek, Zielona dama, Kibic, Zły. Na skałach występuje bogata flora mszaków i porostów, której sprzyja znaczne zawilgocenie.

## Budowa
Białe Skały zbudowane ze skał osadowych są piaskowcami ciosowymi dolnymi, powstałymi w górnej kredzie.

## Powstanie
Białe Skały powstały z porozcinania stoliwa Narożnika głębokimi jarami i rozpadlinami w wyniku długotrwałego procesu erozyjnego i działań mechanicznych. Ważną rolę, odegrała woda poprzez powierzchniową erozję jak i oddziaływanie pod ziemią – w strefach źródłowych. Denudacja chemiczna i mechaniczna, przy udziale wody, doprowadziła do rozwoju obecnych form skalnych, w odsłoniętej partii piaskowców ciosowych na wierzchowinach. Sieć spękań tektonicznych wyznaczała geometrię tych form, a o kształcie przypominającym budowle (mury, wieże, baszty, słupy) decydowało uwarstwowanie i różna wytrzymałość skał.

## Turystyka
w rejon Białych Skał prowadzą szlaki turystyczne:
- żółty – Radków – Pasterka – Przełęcz między Szczelińcami – Karłów – Lisia Przełęcz – Białe Skały – Skalne Grzyby – Batorówek (czas przejścia z Radkowa do Batorówka ok. 410 min, i ok. 355 min w kierunku przeciwnym)
- zielony – Kudowa-Zdrój – Błędne Skały – Pasterka północna strona Białych Skał – Karłów – Skały Puchacza – Batorów (czas przejścia z Kudowy-Zdroju do Batorowa ok. 400 min, ok. 380 min w kierunku przeciwnym)
- Do Białych Skał prowadzą ścieżki odchodzące od "Drogi Stu Zakrętów", która biegnie po północno-zachodniej stronie.

- Najlepsze dojście do Białych Skał od parkingu na Lisiej Przełęczy przy Drodze Stu Zakrętów z Radkowa do Kudowy-Zdroju przez Karłów.

Białe Skały  z wieloma drogami wspinaczkowymi o różnych stopniach trudności, stanowią popularne miejsce wspinaczki skałkowej.